# Гальоле
Га̀льоле (на италиански: Gagliole, на местен диалект Gàjole, Гайоле) е село и община в Централна Италия, провинция Мачерата, регион Марке. Разположено е на 484 m надморска височина. Населението на общината е 647 души (към 2010 г.).